# Mastixis angitia
Mastixis angitia är en fjärilsart som beskrevs av Druce 1891. Mastixis angitia ingår i släktet Mastixis och familjen nattflyn. Inga underarter finns listade i Catalogue of Life.